# Трисульфид дикалия
Трисульфид дикалия — бинарное неорганическое соединение
калия и серы
с формулой K2S3,
жёлто-коричневые кристаллы.

## Получение
- Реакция стехиометрических количеств чистых веществ в жидком аммиаке:

{\displaystyle {\mathsf {2K+3S\ {\xrightarrow {150^{o}C,500bar}}\ K_{2}S_{3}}}}

## Физические свойства
Трисульфид дикалия образует жёлто-коричневые кристаллы
тетрагональной сингонии, пространственная группа C mc21, параметры ячейки a = 0,7309 нм, b = 0,9914 нм, c = 0,7473 нм, Z = 4,
структура типа триселенид дикалия K2Se3.
Соединение конгруэнтно плавится при температуре 279 °C (252 °C, 302 °C).